# Chiapa, Veracruz
Chiapa är en ort i Mexiko.   Den ligger i kommunen Tehuipango och delstaten Veracruz, i den sydöstra delen av landet, 240 km öster om huvudstaden Mexico City. Chiapa ligger 2 019 meter över havet och antalet invånare är 277.
Terrängen runt Chiapa är bergig åt nordost, men åt sydväst är den kuperad. Runt Chiapa är det ganska tätbefolkat, med 199 invånare per kvadratkilometer. Närmaste större samhälle är Zongolica, 12,8 km norr om Chiapa. I omgivningarna runt Chiapa växer huvudsakligen savannskog.